# Predrag Marković
Predrag Marković (in serbo Предраг Марковић?; Čepur, 7 dicembre 1955) è un politico serbo.
È stato Presidente della Serbia ad interim dal 4 marzo all'11 luglio 2004, e presidente del Parlamento serbo dal 2004 al 2007.